# Wola Żelechowska
Wola Żelechowska – wieś sołecka w Polsce położona w województwie mazowieckim, w powiecie garwolińskim, w gminie Żelechów.
| SIMC    | Nazwa     | Rodzaj    |
| ------- | --------- | --------- |
| 0697142 | Nad Rzeką | część wsi |

W latach 1975–1998 miejscowość administracyjnie należała do województwa siedleckiego.